# トヨタ モーター ヨーロッパ
トヨタ モーター ヨーロッパ株式会社（Toyota Motor Europe S.A./N.V.）は、欧州大陸におけるトヨタ自動車の事業統括会社である。欧州トヨタ自動車、欧州トヨタなどとも訳される。略称TME。欧州自動車工業会加盟企業。

## 概要
トヨタ自動車のヨーロッパでの販売数増加を受け、2002年に持株会社トヨタ モーター ヨーロッパ（TME）が、トヨタ自動車100％出資によりベルギー王国ブリュッセルにて設立され、初代取締役社長には豊田周平が就いた。2005年には子会社の販売統括会社トヨタ モーター マーケティング ヨーロッパ（TMME）及び製造統括会社トヨタ モーター エンジニアリング アンド マニュファクチャリング ヨーロッパ（TMEM）が、トヨタ モーター ヨーロッパ（TME）と統合し、欧州事業全体の統括会社たる新生トヨタ モーター ヨーロッパ（TME）が設立され、佐々木眞一が取締役社長に就いた。2010年現地採用から初めてディディエ・ルロワが取締役社長に就任した。